# ناصر قربان‌نیا
ناصر قربان‌نیا (زاده ۲ آبان ۱۳۴۳ -و درگذشت ۲ مهر ۱۳۹۴) دانشیار حقوق و پژوهشگر در زمینهٔ حقوق بشر بود.

## ابتدای زندگی و تحصیلات
ناصر قربان‌نیا در شهرستان رودسر، استان گیلان به دنیا آمد. وی تحصیلات ابتدایی خود را تا مقطع دیپلم در این شهر ادامه داد و در سال ۱۳۶۲ موفق به کسب مدرک دیپلم علوم تجربی شد.
وی در سال ۱۳۶۲ وارد حوزه علمیه قم شد. در سال ۱۳۶۸ در رشته فلسفه دانشگاه تهران پذیرفته شد. پس از آن در سال ۱۳۷۰ تحصیل در رشته حقوق در دانشگاه مفید آغاز کرد. در سال ۱۳۷۴ تحصیل در رشته حقوق بین‌الملل را در دانشگاه مفید آغاز کرد و در سال ۱۳۷۶ از پایان‌نامه خود با عنوان «جایگاه اخلاق در حقوق بین‌الملل» دفاع کرد. وی در سال ۱۳۸۰ وارد مقطع دکتری حقوق بین‌الملل در دانشگاه تهران شد و در سال ۱۳۸۵ از رساله دکتری خود با عنوان «نسبت میان حقوق بشر و حقوق بشردوستانه» دفاع کرد.

## فعالیت‌های آموزشی
قربان‌نیا از جمله اساتید دانشگاه مفید به‌شمار می‌رفت که مدیریت گروه حقوق این دانشگاه را در چندین دوره چند ساله به عهده داشت. وی در دانشگاه‌های دیگر نظیر پردیس فارابی دانشگاه تهران نیز تدریس داشت.

## فعالیت‌های پژوهشی
از قربان‌نیا ۱۱ عنوان کتاب و بیش از ۷۰ مقاله به جای مانده‌است. ۴۶ مقاله از مقالات وی در پایگاه نورمگز نمایه شده‌اند. پژوهش رابطه بین حقوق بشر و حقوق بشر دوستانه برنده جایزه نخست بخش حقوق سومین دوره جشنواره فارابی شد. برخی از پژوهش‌های وی نظیر بازپژوهی حقوق زن، مبنای نظری اصلاح برخی قوانین به‌شمار می‌رفتند.

## درگذشت
وی در روز ۲ مهر ۱۳۹۴ در مراسم رمی جمرات بر اثر ازدحام در یکی از گذرگاه‌ها کشته شد. پیکر وی در فهرست‌های اولیه جز مفقودین اعلام شده بود که در نهایت قریب ۱۰ روز پس از وقوع حادثه پیکر وی در میان جانباختگان شناسایی و به ایران بازگردانده شد.